# Капуас (річка)
Капуас — річка в індонезійській частині острова Калімантан. Довжина 1143 км. Є найдовшою річкою Індонезії і найдовшою річкою, що розташована на острові, а не на материку.
Капуас бере початок у горах Капуас Гулу біля кордону з Малайзією, тече на захід, впадає в Південнокитайське море.
Річка судноплавна на більшості своєї довжини, використовується для транспортування деревини з центральної частини острова Калімантан і для зв'язку з місцевим населенням.

## Гідрографія

Капуас на мапі

Завдовжки — 1143 км, завширшки до 700 метрів, площа басейну — 98 749 км² (понад 67 % території провінції Західний Калімантан). Витрата води схильна до сезонних коливань, середній показник — понад 5000 м³/с. Річка найбільш багатоводна у квітні та листопаді, коли випадає максимум опадів і значні прибережні території затоплюються паводковими водами.
Витоки розташовані в центрі острова Калімантан на південь від індонезійсько — малайського кордону в районі стику західних схилів гірських хребтів Мюллер і Верхній Капуас.
На довжині приблизно 165 км річка протікає по гірській місцевості, далі — переважно по рівнинній, місцями значно заболоченій. Приблизно за 350 км від витоку біля північного берега розкинулось озеро Сентарум, пов'язане з річкою численними протоками, яке в період повеней фактично утворює з річкою єдиний водний масив.
Впадаючи в Південнокитайське море в районі міста Понтіанак, столиці провінції Західний Калімантан (зокрема безпосередньо в межах міста), утворює розгалужену дельту. З трьох основних рукавів найбільш повноводним є північний, відомий як Великий Капуас (індонез. Kapuas Besar).
Найбільша притока — річка Мелаві (індонез. Melawi), впадає ліворуч в межах міста Сінтанг приблизно за 465 км від гирла Капуаса. У місці впадання Мелава Капуас досягає чи не максимальної ширини. У деяких старих джерелах відстань між його берегами в Сінтангу оцінюється як 1360 метрів, проте дані сучасних карт (в півтора-два рази менша ширина) дозволяють припустити, що подібна цифра є або результатом виміру в період сезонного розливу річки, або просто перебільшенням.

## Природа
Капуас протікає переважно по лісистій (у верхній і середній течії) і болотистій (у середній і нижній течії) місцевості. Багатий природний світ річки і її басейну є предметом міжнародних наукових досліджень, під час яких періодично відкриваються нові біологічні види. Серед останніх відкриттів — виявлена й описана у 2003—2005 роках німецькими та американськими герпетологами болотна капуаська змія, здатна змінювати забарвлення залежно від різних факторів зовнішнього впливу.
У басейні Капуас розкинулись національні парки «Бетунг Керіхун» і «Озеро Сентарум», територія яких, — відповідно, 8000 км² і 1320 км², — безпосередньо прилягає до берегів річки.

## Транспортне і господарське значення

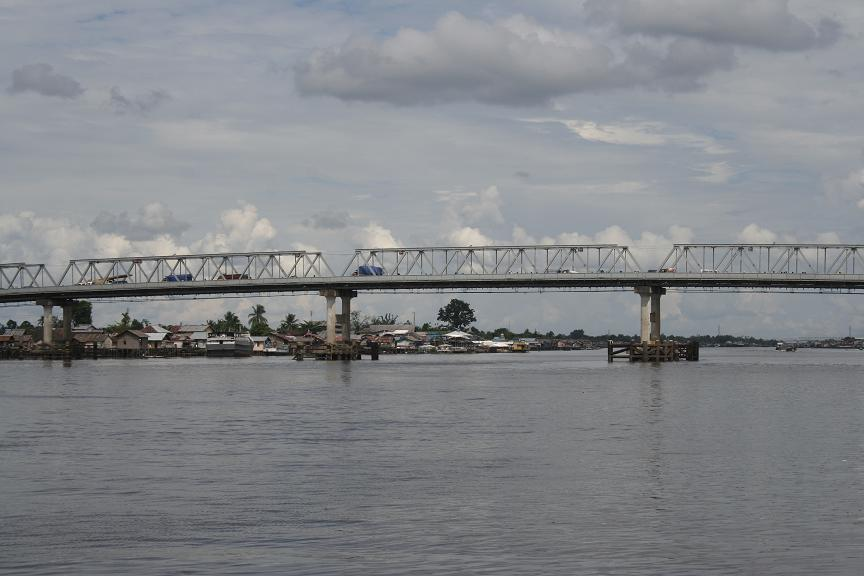
Міст через Капуас у передмісті Понтіанака

Капуас — найважливіша воднотранспортна артерія Калімантану, що зв'язує центральні райони острова з його західним узбережжям. Глибина річки (до 27 метрів) забезпечує можливості для інтенсивного вантажного і пасажирського судноплавства на вельми великій відстані від гирла: судна з осадкою до 3 метрів ходять до міста Сінтанг (465 км від гирла), з осадкою до 2 метрів — до міста Путуссібау (902 км від гирла).
Практично на всій довжині річки практикується сплав лісу. Поширене рибальство.
У різних місцях через Капуас наведено кілька мостів. Останній з них, який володіє найбільшою пропускною здатністю, офіційно відкрив 9 липня 2007 року в Понтіанаку президент Індонезії С. Б. Юдойоно.